# Gardno (powiat łobeski)
Gardno – wieś w Polsce położona w województwie zachodniopomorskim, w powiecie łobeskim, w gminie Węgorzyno.
W latach 1975–1998 miejscowość należała administracyjnie do województwa szczecińskiego.
We wsi ryglowy kościół salowy z 1737 (chorągiewka z datą budowy, która niegdyś zdobiła zwieńczenie wieży znajduje się obecnie przy wejściu do kościoła). Fundatorem świątyni był Augustin Heinrich von Borck – właściciel wsi Gardno. Do kościoła przylega drewniana wieża dzwonnicza z ośmiobocznym, ukształtowanym faliście hełmem. We wnętrzu zachowały się dwie drewniane empory (w tym jedna usytuowana za ołtarzem – rzadkość!) oraz ołtarz późnobarokowy w typie protestanckiego ołtarza kazalnicowego.
Przy kościele pomnik mieszkańców poległych w czasie I wojny światowej.

## Galeria

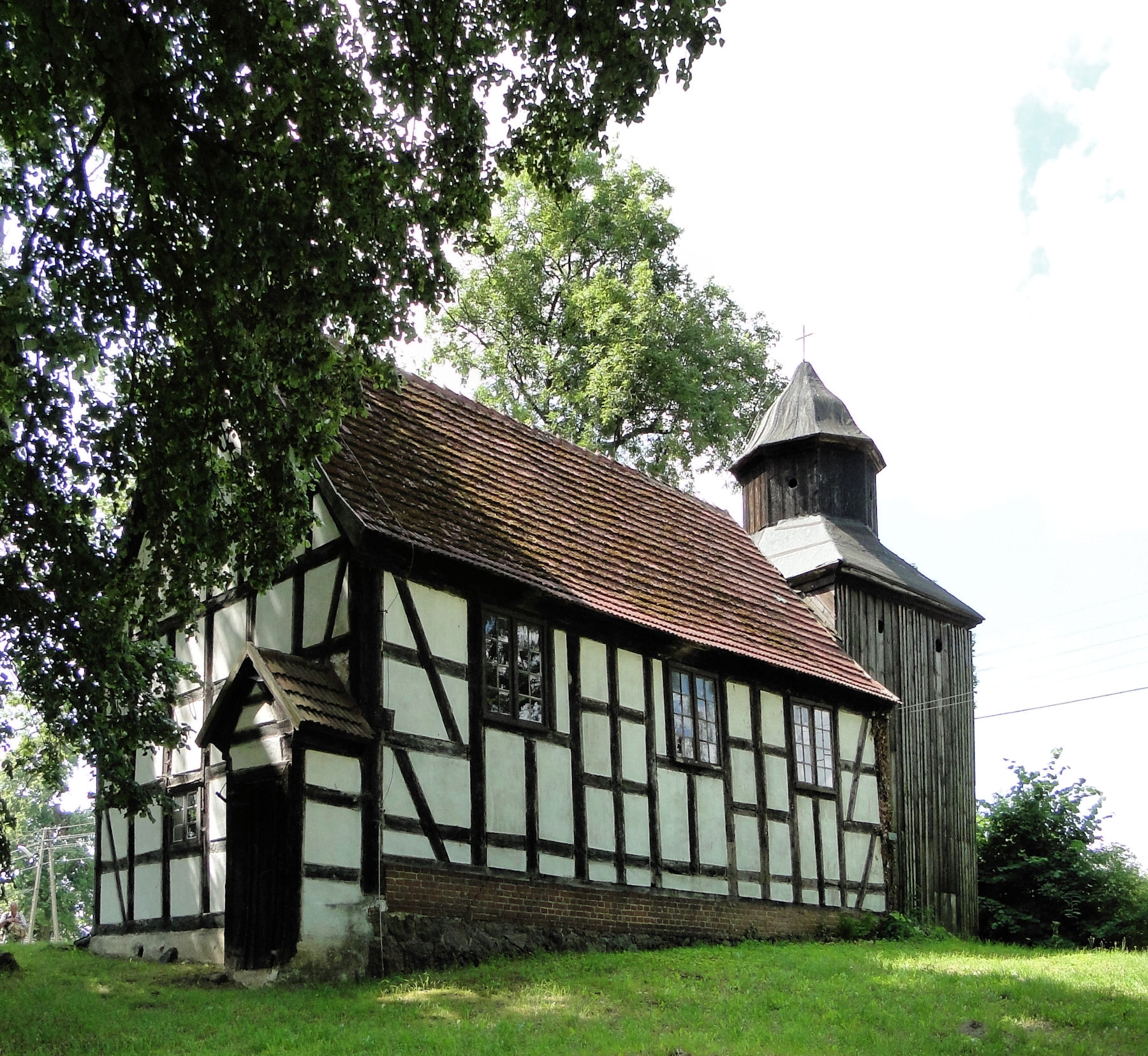
Kościół
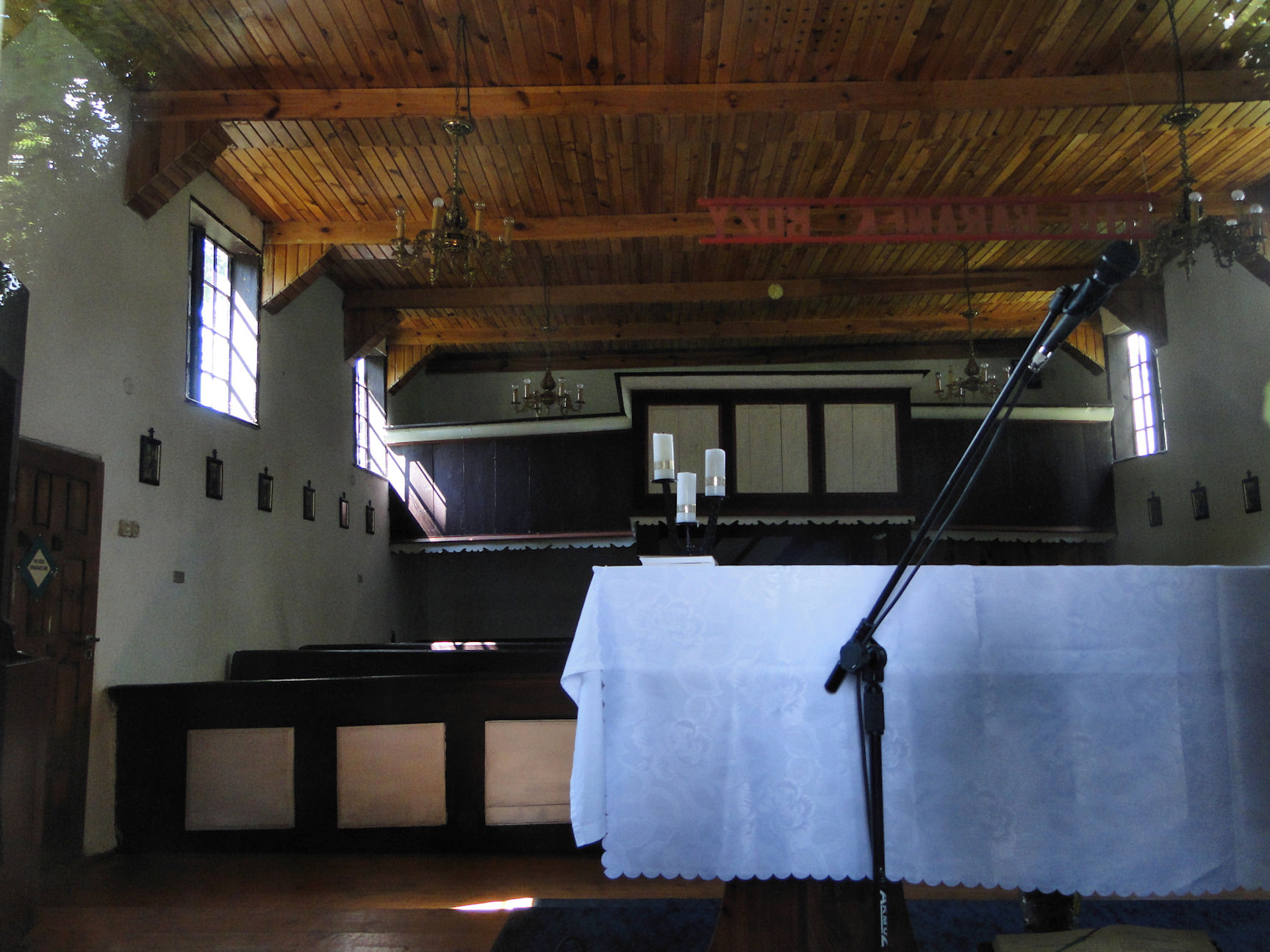
Wnętrze kościoła
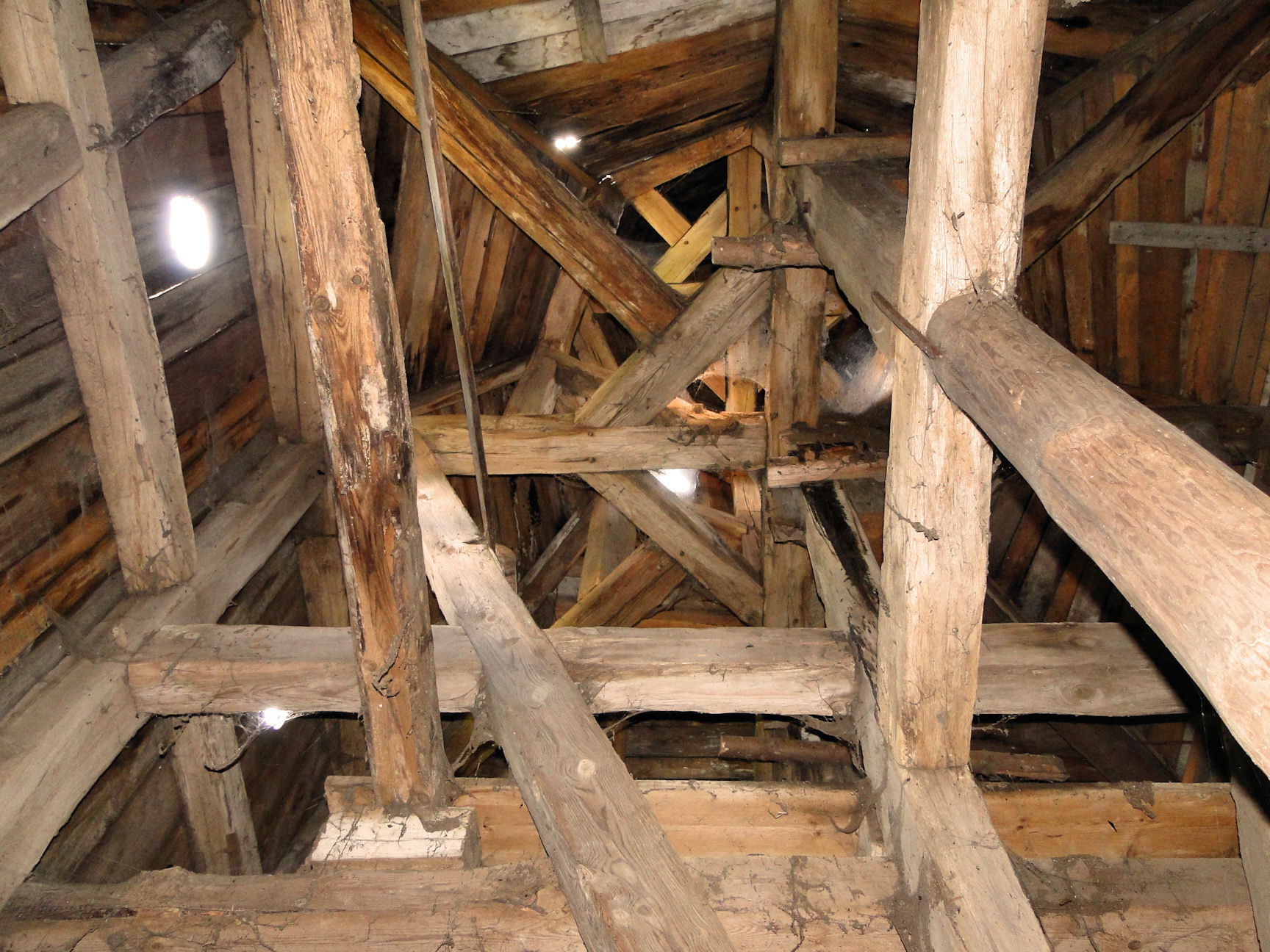
Wnętrze wieży
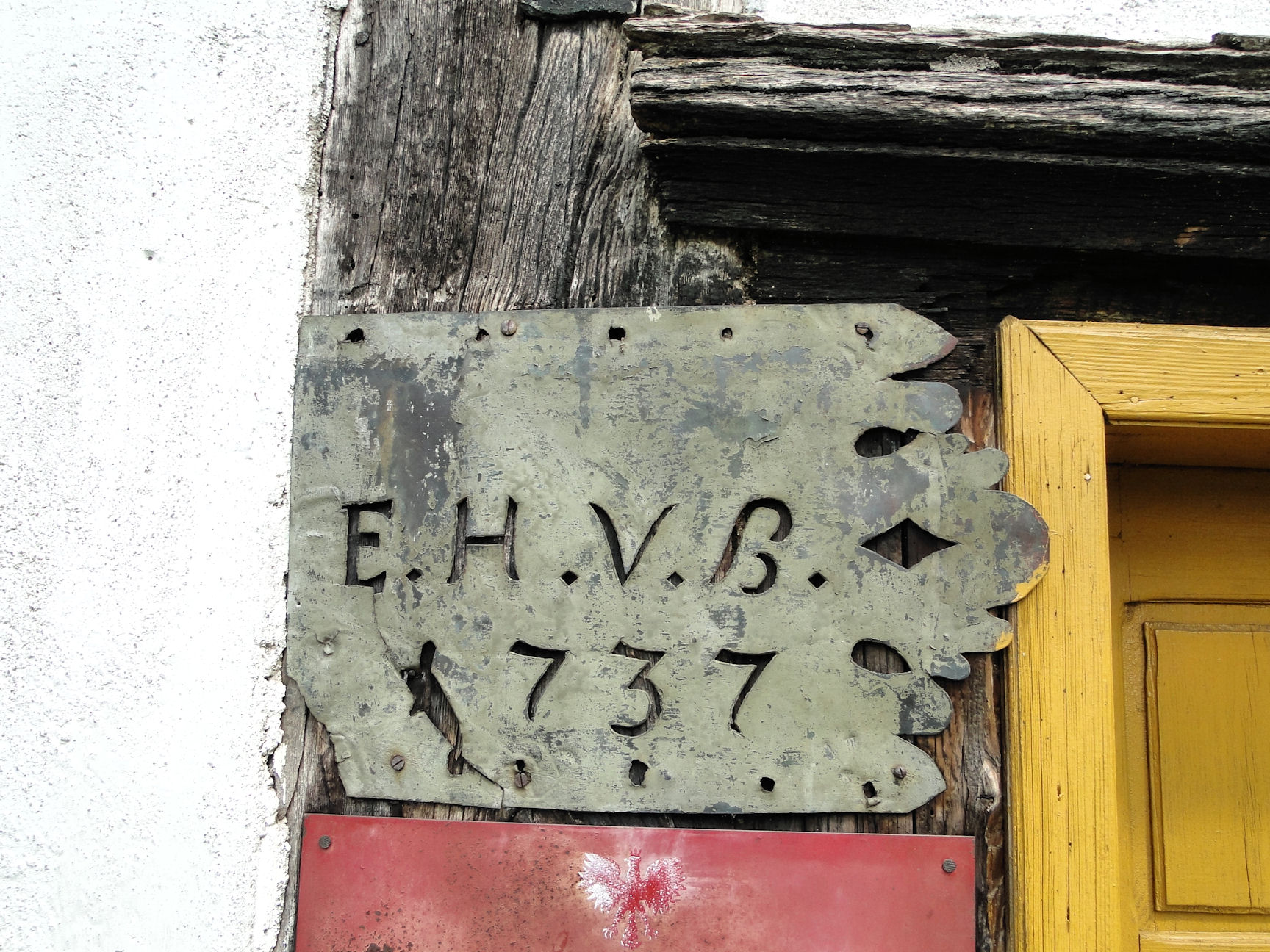
Chorągiewka z datą budowy kościoła
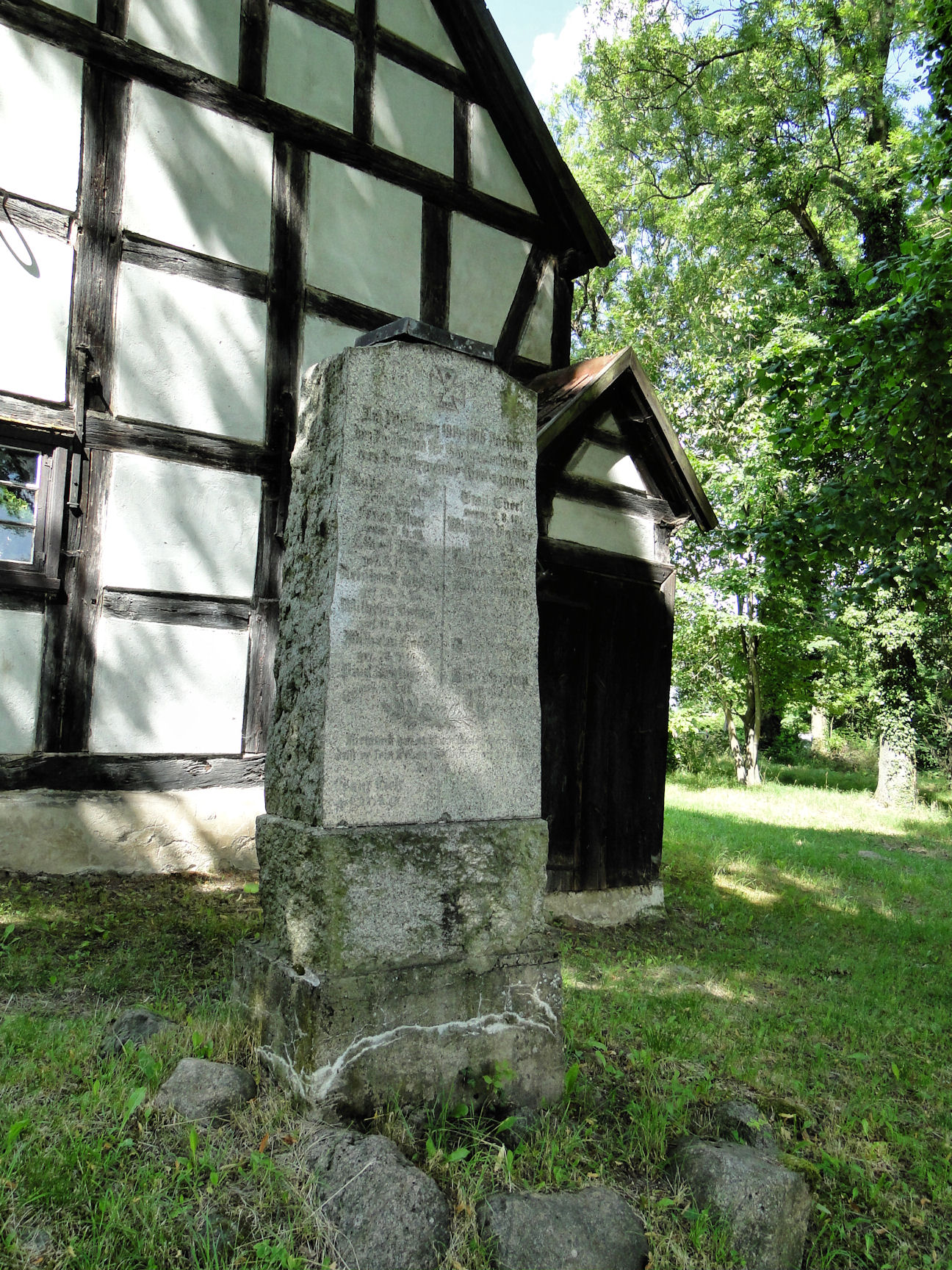
Pomnik poległych w I wojnie światowej